# Geschichte der Juden im Sudan
Es gab Juden im Sudan seit Anfang des 19. Jahrhunderts bis 1956 bzw. 1970. Da in den unmittelbar angrenzenden Nachbarländern des Sudan wie in Elefantine, Abessinien und dem Jemen zahlreiche Juden lebten, wird angenommen, dass es bereits vor dem 15. Jahrhundert oder sogar vor der Ankunft des Islam das Judentum auf dem Gebiet des heutigen Sudan gab. Jedoch gilt David Reubini (1490–1540) als der erste bekannte jüdische Reisende in der Region.

## Geschichte

### Anfänge (ab 1885)
Unter türkischer und osmanisch-ägyptischer Herrschaft lebten jüdische Familien in Omdurman im Sudan. 1885 wurde jedoch im Rahmen des Mahdi-Aufstands die jüdische Gemeinde gewaltsam zum Islam konvertiert. Im September 1898 marschierten General Herbert Kitchener und 20.000 anglo-ägyptische Truppen, darunter Winston Churchill, in Omdurman ein und erlangten die Kontrolle über den Sudan zurück. Das Land wurde eine anglo-ägyptische Kolonie. Nachdem die anglo-ägyptische Herrschaft eingeführt worden war, entschieden sich viele der zum Islam Konvertierten, zum Judentum zurückzukehren.
Ab etwa 1900 kamen Juden aus dem gesamten Nahen Osten und Nordafrika über Kairo in den Sudan und ließen sich entlang des Nils, unter anderem in den Städten Khartum, Khartum Nord und Omdurman nieder. Einige von ihnen zogen es jedoch vor, in anderen sudanesischen Städten zu leben, wie Nuri, Meroe, Ad-Dabba, Port Sudan und Wad Madani.
Zu den bekanntesten jüdischen Kaufleuten im Sudan zählten Ende des 19. Jahrhunderts die Söhne Murad Israels, Habib Cohen, Lyon Tamam und seine Brüder, die Brüder Seroris, Victor Schalom und die Familie Abboudi, die für ihren Einzelhandel bekannt waren. Andere jüdische Familien des Sudans trugen arabische Namen, wie Al-Maghribi, Al-Baghdadi und Al-Istanbuli, die die Orte angeben, von denen sie kamen oder wo ihre Großeltern oder Väter in einem bestimmten Zeitraum ihres Lebens lebten, und sie sprachen Arabisch im sudanesischen oder ägyptischen Dialekt und zudem Englisch und andere Sprachen, wie Französisch oder Spanisch. 1889 bauten sie die erste Synagoge in Omdurman.

### 1. Synagoge in Khartum (1900) und Gründung der Gemeinde (1918)
Der jüdische Textilhändler und Schneider Faradsch Schuaa kam 1900 mit dem Zug aus Ägypten in den Sudan und errichtete die erste Synagoge für die Gemeinde in einem kleinen Raum, den er in Khartum gemietet hatte. Er lehrte die Kinder dort persönlich die Tora, Hebräisch und das Gebet. Die jüdische Gemeinde von Khartum wurde erstmals 1918 offiziell gegründet. Gründer war Ben Kosti, Sohn eines jüdischen Rabbiners, war Sepharde und dessen Ursprünge reichten bis nach Spanien zurück.

### Rabbiner Schlomo Malka (1908–1949) und Massoud Elbaz (1956–?)
Schuaa al-Dschadd besuchte Palästina häufig, und bei einem seiner Besuche in Tiberias traf er Rabbiner Solomon/Suleiman Malka und lud ihn ein, Oberrabbiner der Juden im Sudan zu werden. 1908 kam der in Marokko geborene Rabbiner mit seiner Frau und zwei Töchtern nach Khartum. Rabbi Malka starb 1949 und es dauerte sieben Jahre, um einen geeigneten Ersatz in der Person von Rabbi Massoud Elbaz zu finden, der 1956 aus Ägypten ankam.

### Ohel-Schlomo-Synagoge (1926–1986)

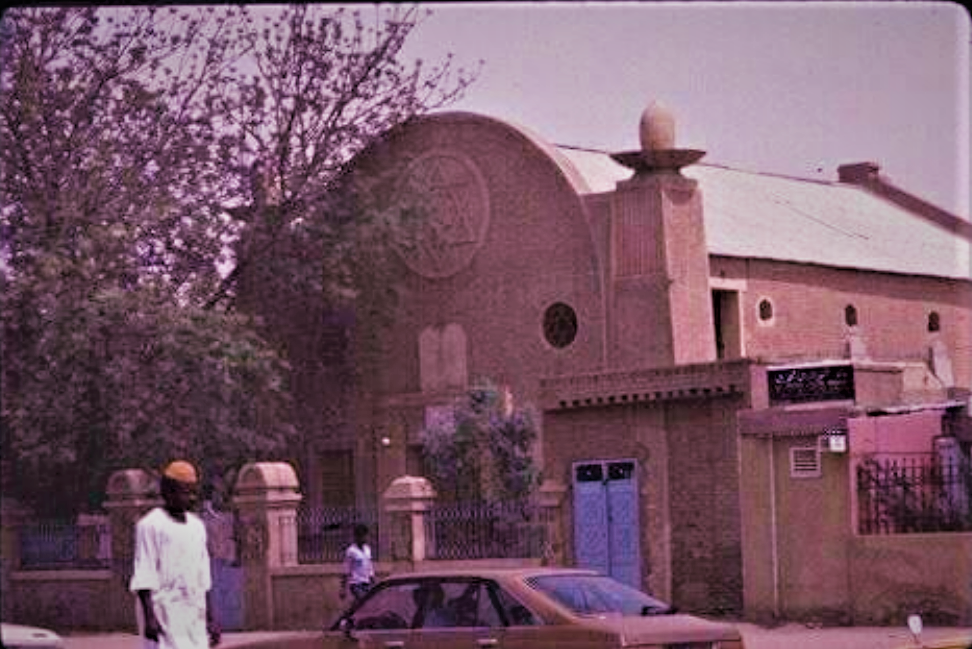
Synagoge

1926 wurde die große Synagoge von Khartum eröffnet, die nach dem Tod des sudanesischen Oberrabbiners Schlomo Malka im Jahr 1949 Ohel-Schlomo-Synagoge genannt wurde. Das in den Jahren 1925–1926 erbaute Gebäude wurde 1986 an eine Bank verkauft. Die Tora-Schriftrollen wurden nach Israel, Amerika und Genf gebracht. Das Gebäude verfügte über 1000 Sitzplätze.
Die Ohel-Schlomo-Synagoge befand sich in der Victoria Avenue, die in Al-Qasr Street umbenannt wurde und
vom ehemaligen Gouverneurspalast nach Süden verlief und durch das Stadtzentrum führte, der Bahnhof war am Ende der Straße gelegen und der arabische sowie der europäische Marktplatz befanden sich westlich der Victoria Avenue. Die Synagoge war gegenüber dem Comboni College gelegen, das von dem griechischen Stadtarchitekten Khartums, Fabricious Pascha, entworfen wurde.
Zwischen 1930 und 1950 zählte die jüdische Gemeinde im Sudan etwa 1000 Menschen. Zu den bekanntesten Juden, die von sudanesischen jüdischen Familien abstammen, zählen:
- Schaul Eliyahu, dessen Familie in der sudanesischen Region Nuri-Merowe lebte.
- Eliahu Sasson und Mosche Sasson stammen von der sudanesischen Sasson-Familie ab, die in der Region „Kordofan“ lebte und nach Khartum auswanderte.
- Ibrahim Joseph Abboudi aus dem American Jewish Committee stammte von der sudanesischen Abboudi-Familie ab, die in Khartoum-Nord lebte.
- Ephony Cohen, die Miss Khartoum im Jahr 1956 wurde.

Die jüdische Gemeinde von Khartum gründete auch einen Freizeitverein und nannte den Club auch „Jüdischer Verein in Khartum“ oder „Maccabi“. Sie gründete die gleichnamige Maccabi-Sportmannschaft, im Rahmen der im Jahr 1921 gegründeten jüdischen Turn- und Sport-Bewegung, der Maccabi World Union (MWU). Später legten sie einen Tennisplatz an und erbauten 1935 auch ein Open-Air-Cinema, das „Coliseum-Cinema“.

### Auflösung der Gemeinde (1956–1970)
Die jüdische Gemeinde Sudan löste sich nach 1956 auf, als der Sudan die Unabhängigkeit erlangte und der Arabischen Liga beitrat. Ab 1957 verließen Juden den Sudan nach Israel (über Griechenland), Amerika und europäische Länder – vor allem Großbritannien und die Schweiz. Nach dem Sechstagekrieg tauchten 1967 in sudanesischen Zeitungen antisemitische Angriffe auf, in denen die Folter und Ermordung prominenter jüdischer Gemeindevorsteher befürwortet wurde. Bis 1970 hatte fast die gesamte jüdische Gemeinde den Sudan verlassen. 1975 wurden die Särge des jüdischen Friedhofs in Khartum nach Israel geflogen und auf dem Friedhof Giwat Scha'ul in Jerusalem beigesetzt. Ab 2005 befanden sich noch 15 jüdische Gräber auf dem jüdischen Friedhof in Khartum. Diese wurden entweiht, und das Gelände wurde als Mülldeponie für gebrauchte Autoteile genutzt. Die Synagoge in Khartum wurde 1986 verkauft und abgerissen; auf dem Platz steht heute ein Bankgebäude.